# Rimae Herigonius
Le Rimae Herigonius sono una struttura geologica della superficie della Luna.